# サラ・ジェーン・モリス (歌手)
サラ・ジェーン・モリス（Sarah Jane Morris、1959年3月21日 - ）は、イギリス・サウサンプトン出身の歌手。ポップス、ジャズ、ロック、R&Bを歌い、作詞作曲もしている。
1986年9月に全英シングルチャート1位になった、コミュナーズの「ドント・リーヴ・ミー・ディス・ウェイ」にコーラスで参加して注目された。ソプラニスタ並のハイトーン・ボーカルであるジミー・ソマーヴィルとは対照的な、低く印象的なアルトでのコーラスの掛け合いが耳目を引いたのである。女性ボーカルとしては、かなり低い方に入る美声の持ち主である。多くのソロ・アルバムをリリースしており、イタリアとギリシャで親しまれている。
1991年、ピーター・ハミルとクリス・ジャッジ・スミスが作曲したオペラ『アッシャー家の崩壊』で、一部のコーラスを担当した。

## ディスコグラフィ

### ソロ・アルバム
- 『リーヴィング・ホーム』 - Sarah Jane Morris (1989年)
- 『ヘヴン』 - Heaven (1992年)
- Blue Valentine (1995年) ※ロニー・スコッツ・ジャズ・クラブでのライブ
- 『フォールン・エンジェル』 - Fallen Angel (1998年)
- I am a Woman (2000年)
- 『オーガスト』 - August (2001年)
- 『ラヴ・アンド・ペイン』 - Love and Pain (2003年)
- Live in Montreal (2004年) ※モントリオール・ジャズ・フェスティバルでのライブ
- After All These Years (2006年) ※コンピレーション
- Angels at Christmas (2007年) ※7曲入りEP
- Migratory Birds (2008年)
- Where It Hurts (2009年)
- Cello Songs (2011年)
- 『ブラディ・レイン』 - Bloody Rain (2014年)
- Compared to What (2016年) ※with Antonio Forcione
- Sweet Little Mystery (2019年) ※with Tony Rémy

### ハッピー・エンド
- 『ゼアズ・ナッシング・クワイト・ライク・マネー』 - There's Nothing Quite Like Money (1985年)
- Resolution (1987年)